# Колюшки
Колюшки (пол. Koluszki) — город в Польше, входит в Лодзинское воеводство, Восточно-Лодзинский повят. Имеет статус городско-сельской гмины. Занимает площадь 9,41 км². Население — 13 331 человек (на 2004 год).
Известен как крупный железнодорожный узел (станция Колюшки), первоначально — на Варшавско-Венской железной дороге.

## Фотогалерея

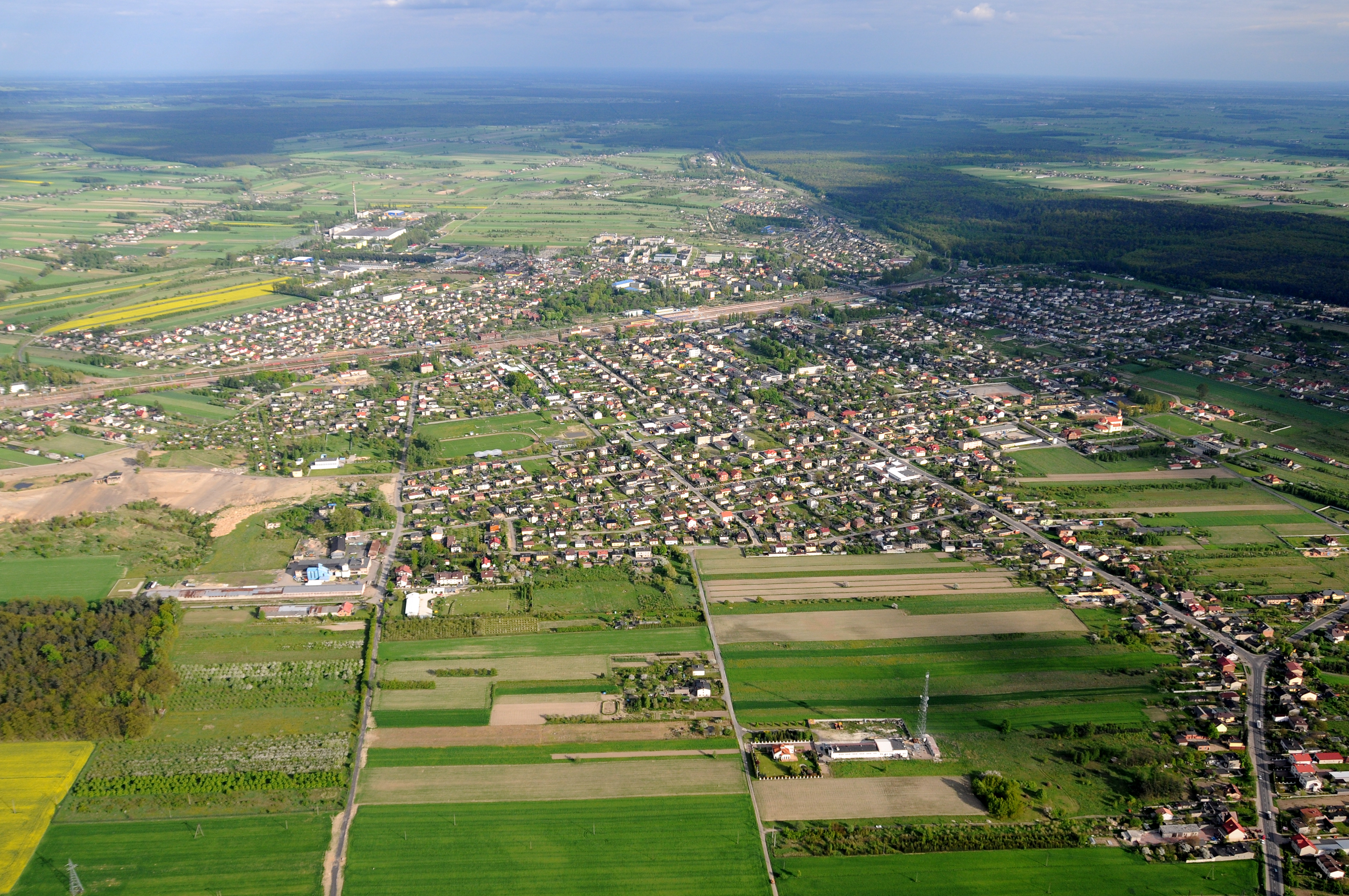
Колюшки с высоты птичьего полёта
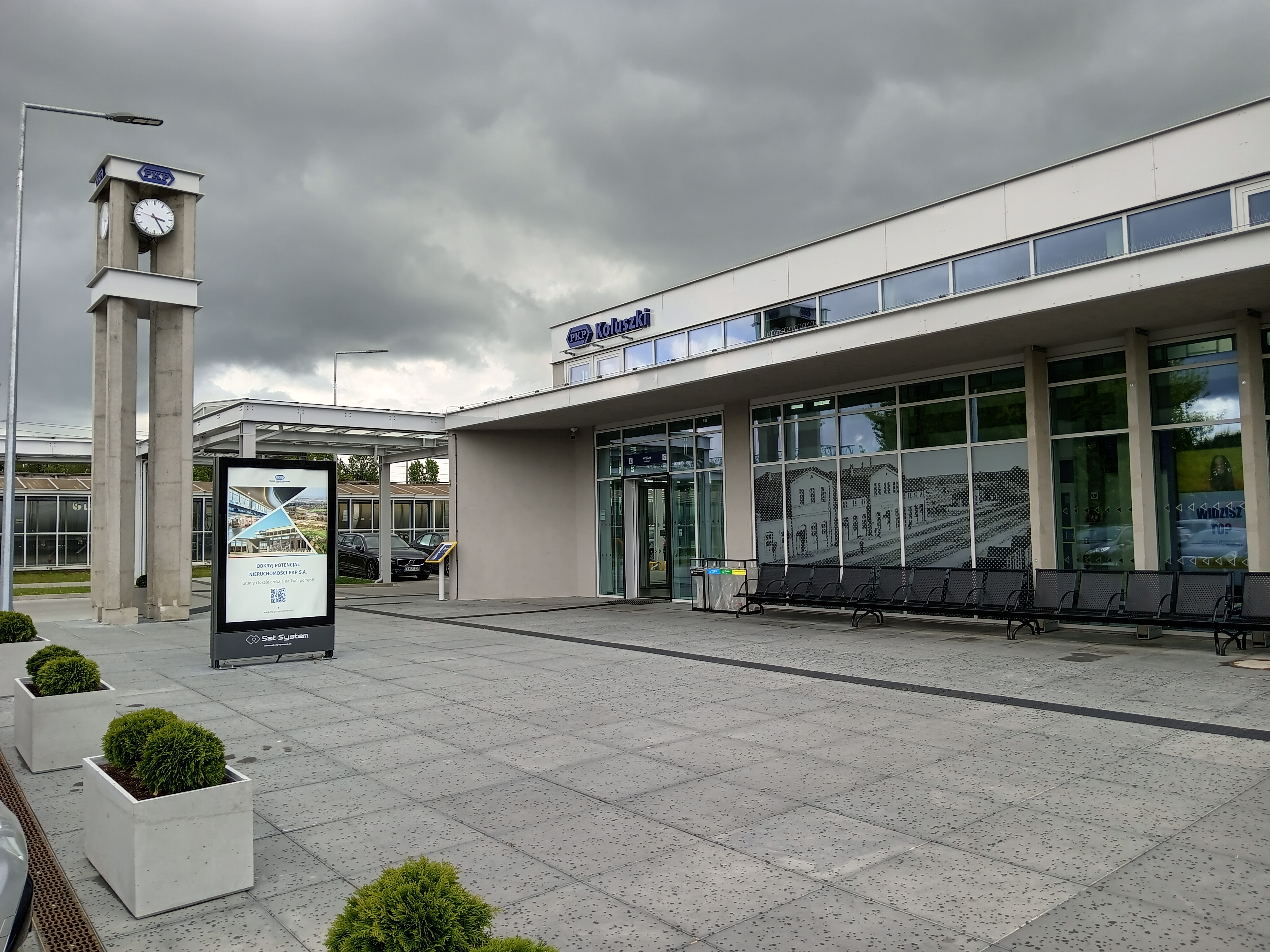
Вокзал
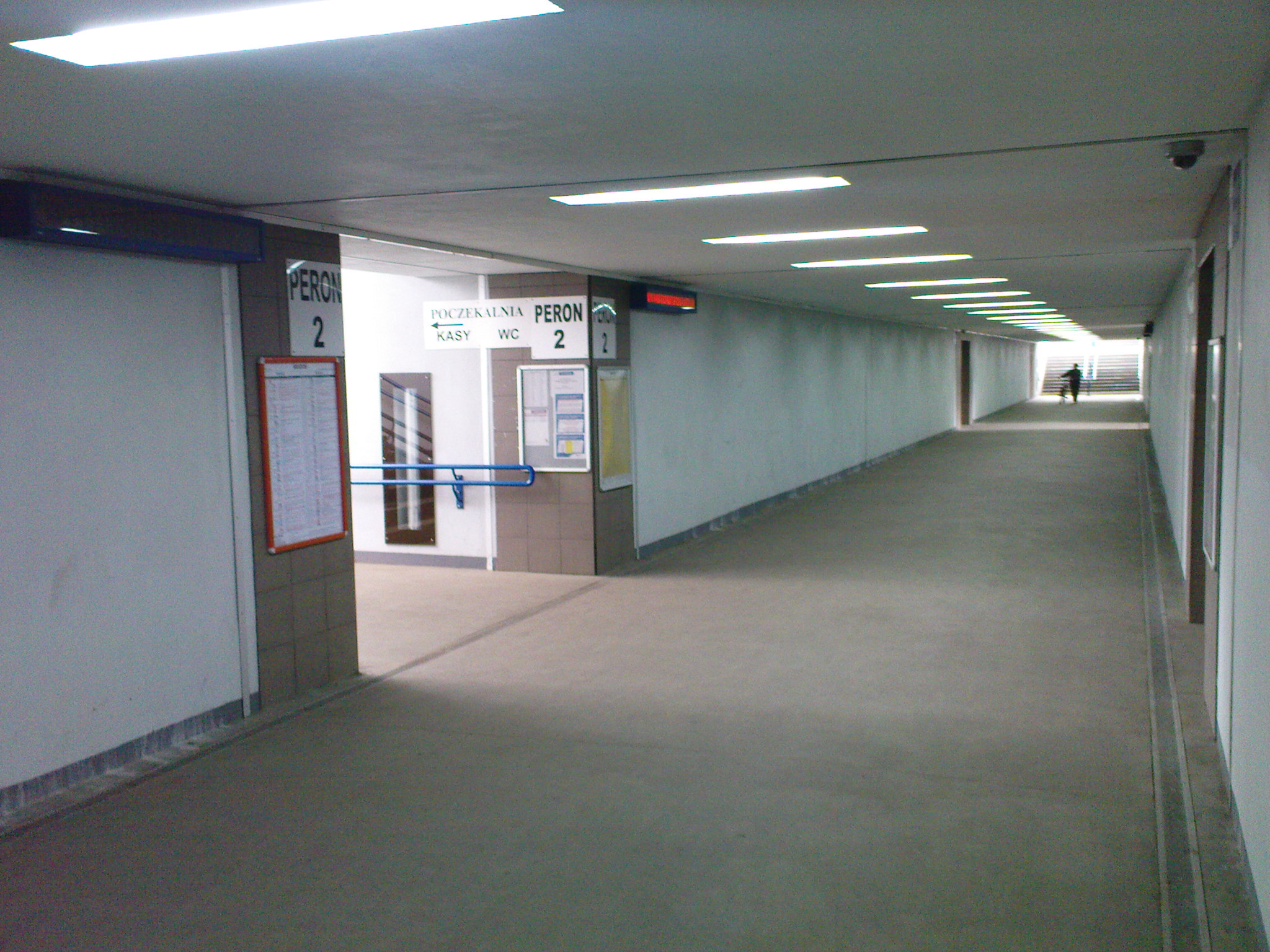
Подземный переход на вокзале
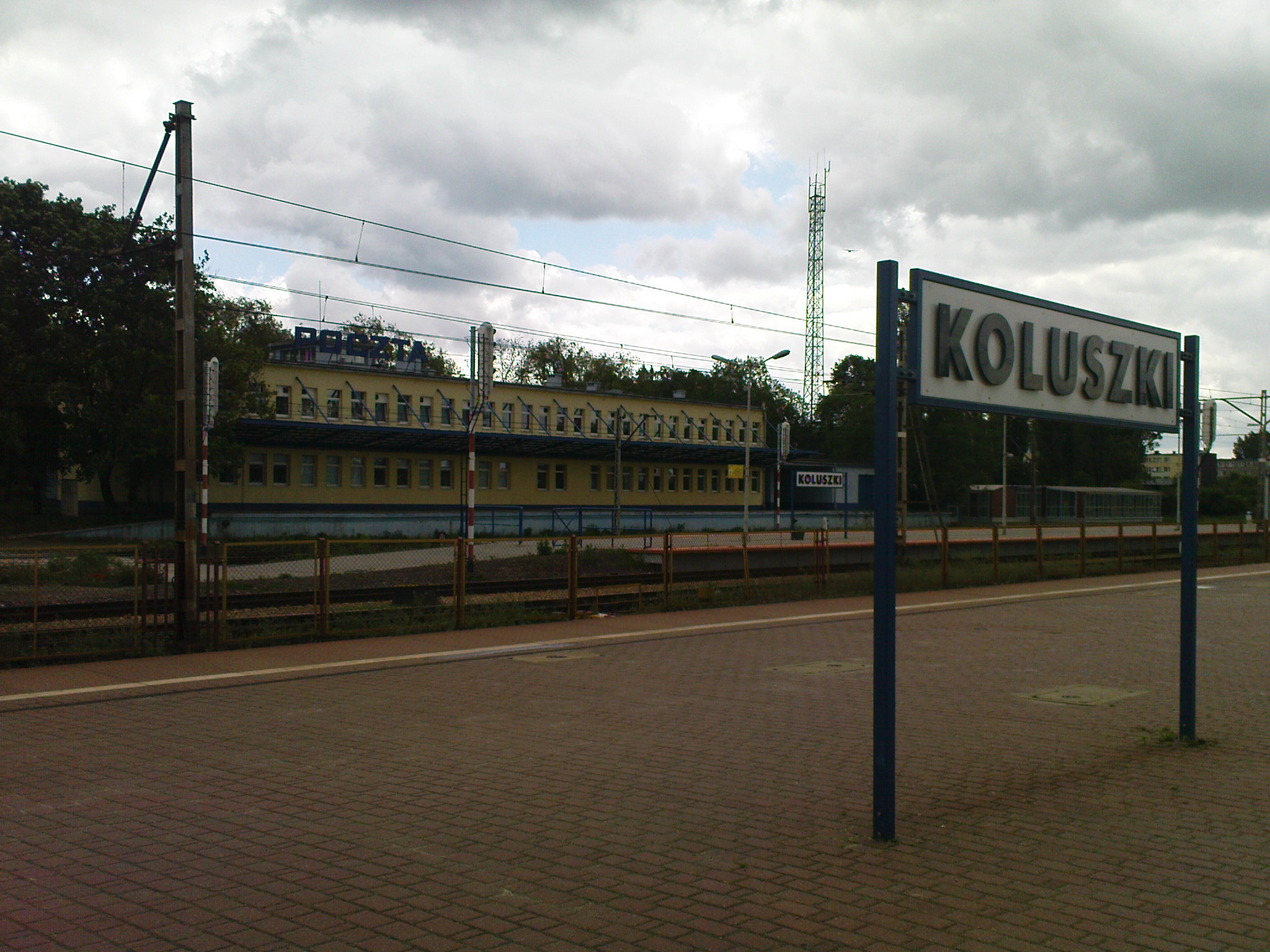
Перон
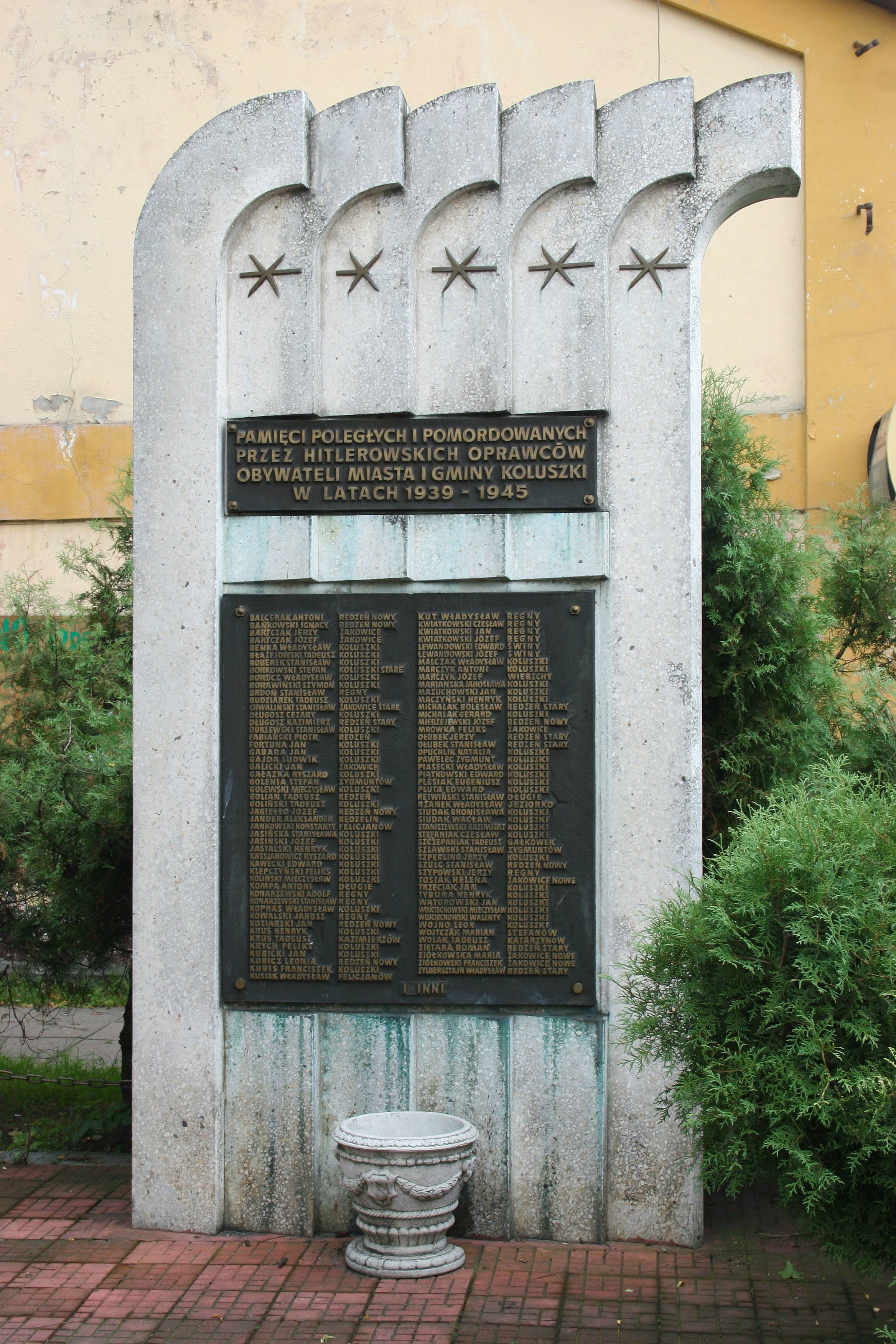
Памятник погибшим во время Второй мировой войны
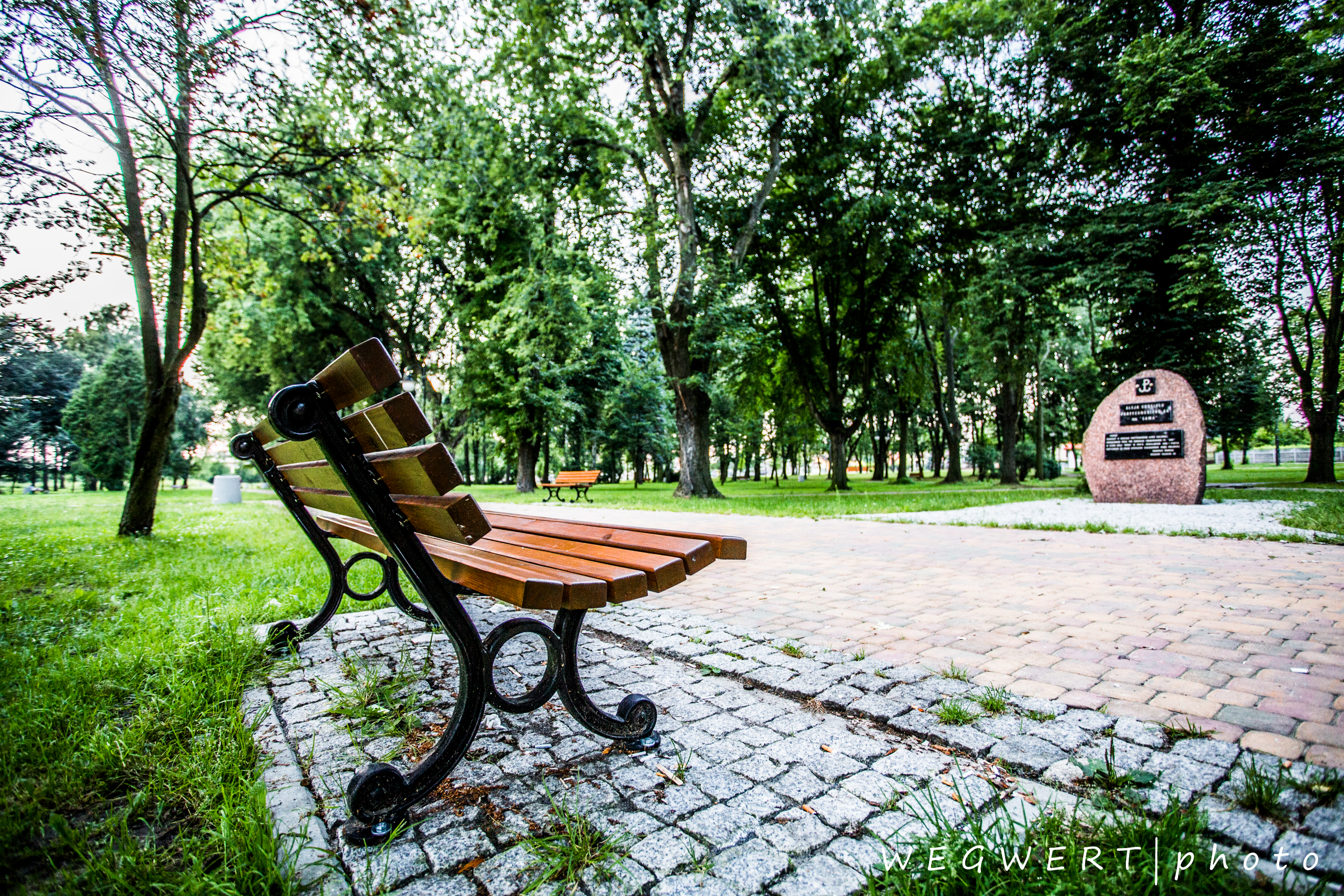
Городской парк
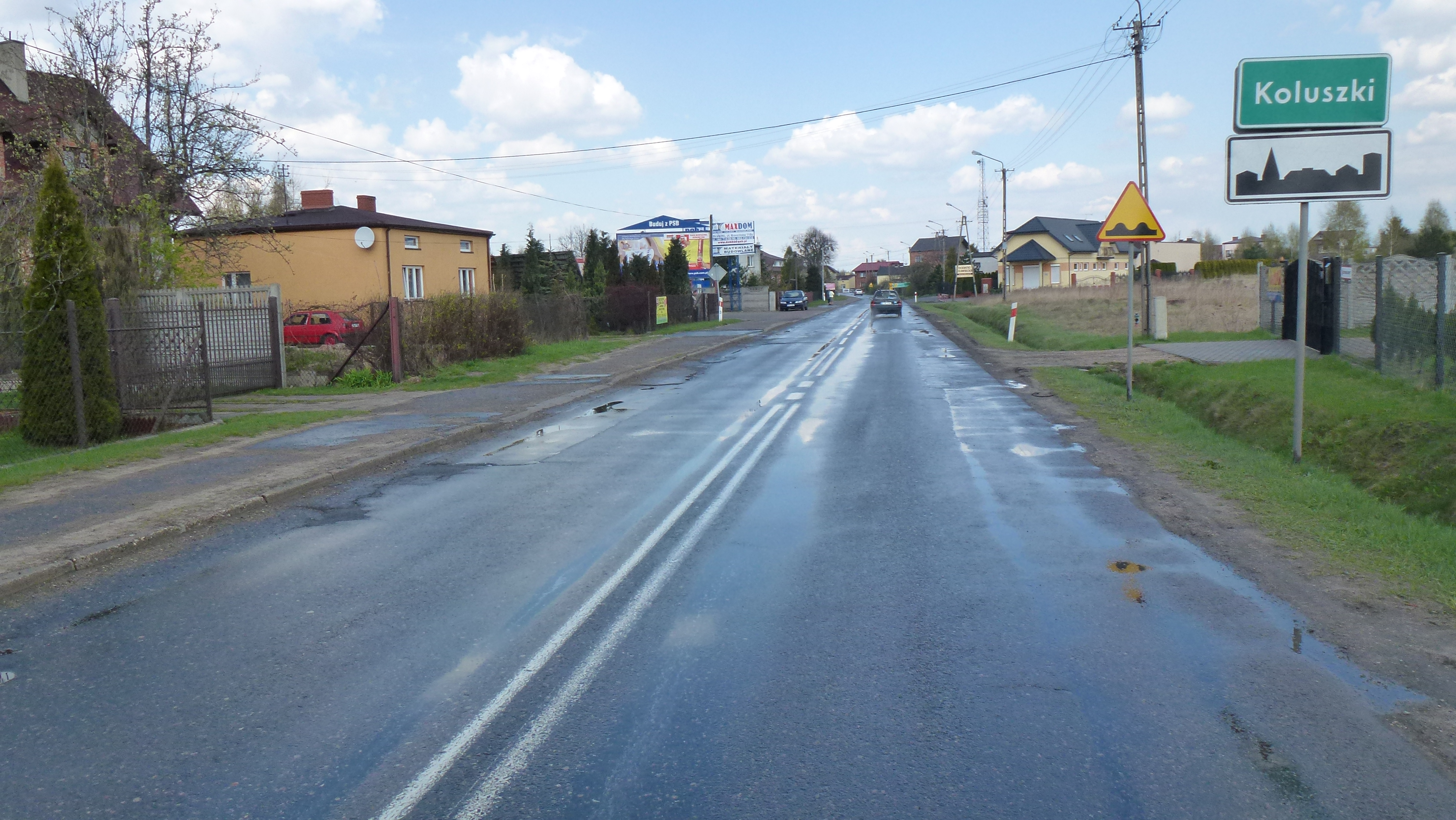
Въезд в город